# غيرت إنجلز
غيرت إنجلز (Gert Josef Arthur Engels) (مواليد 26 أبريل 1957) هو مدرب كرة قدم.

## وصلات خارجية
- غيرت إنجلز على موقع قاعدة بيانات كرة القدم.إي يو (الإنجليزية)
- غيرت إنجلز على موقع Soccerway.com (الإنجليزية)
- غيرت إنجلز على موقع عالم كرة القدم.نت (الإنجليزية)

- transfermarkt.com
- J.League Data Site (باليابانية)